# Сельве-Марконе
Сельве-Марконе (итал. Selve Marcone) — коммуна в Италии, находится в регионе Пьемонт, в провинции Бьелла.
Население составляет 103 человека (2008), плотность населения составляет 52 чел./км². Занимает площадь 2 км². Почтовый индекс — 13061. Телефонный код — 015.
Покровителем коммуны почитается святой Грат Аостский, празднование 7 сентября.

## Демография
Динамика населения:

## Администрация коммуны
- Официальный сайт: